# Katastrofa promu Jan Heweliusz

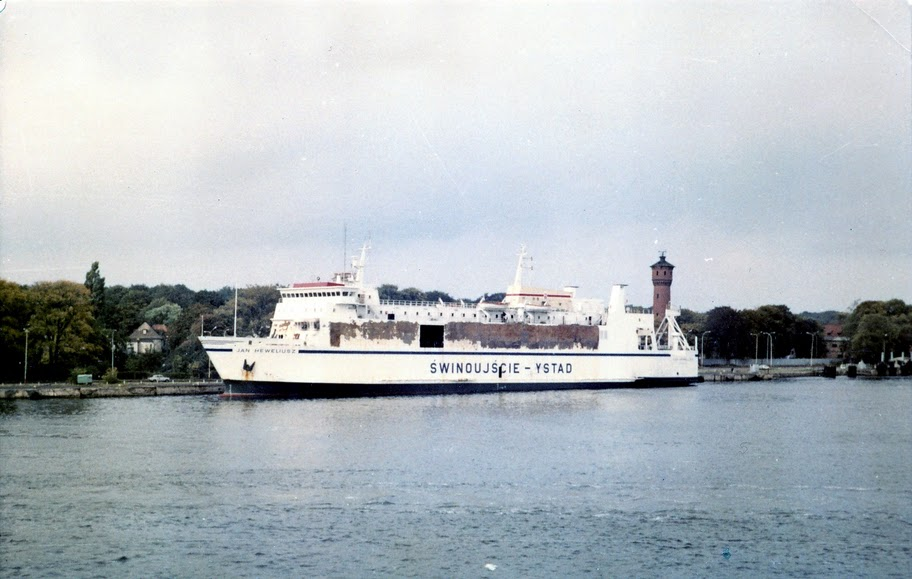
Prom Jan Heweliusz

Katastrofa promu Jan Heweliusz – zatonięcie polskiego promu MF Jan Heweliusz, które miało miejsce 14 stycznia 1993 w godzinach wczesnorannych na Morzu Bałtyckim u wybrzeży niemieckiej wyspy Rugia. Ostatnim kapitanem statku był Andrzej Ułasiewicz, który zginął w czasie katastrofy.
Prom MF Jan Heweliusz zatonął w czasie rejsu ze Świnoujścia do Ystad podczas potężnego sztormu o sile 12 stopni w skali Beauforta. Przechył statku rozpoczął się ok. godz. 4:10. O godz. 4:36 wzrósł on do 35°, doszło wówczas również do odpadania ładunków od pokładów. Prom obrócił się do góry dnem o godz. 5:12.

## Przed katastrofą
10 stycznia 1993, podczas cumowania w Ystad, MF Jan Heweliusz uszkodził furtę rufową. Awaria nie została zgłoszona organom administracji morskiej i armator promu – Euroafrica – zdecydował, że naprawa będzie odbywała się na raty podczas postojów w Świnoujściu, bez remontu stoczniowego. Naprawy furty nie ukończono przed wyjściem w ostatni rejs, przez co nie spełniała ona wymogów strugoszczelności.

## Przebieg katastrofy
13 stycznia 1993 „Jan Heweliusz” wypłynął ze Świnoujścia w kolejny rejs o godz. 23:35. Statek wyszedł w morze z 2-godzinnym opóźnieniem ze względu na remont furty rufowej. Pięć minut wcześniej port opuszczał prom MF Silesia Polskiej Żeglugi Bałtyckiej; zaraz po minięciu pław na torze wodnym na podejściu do Świnoujścia został on wyprzedzony przez MF Jan Heweliusz, który z pełną prędkością kierował się do Ystad, aby nadrobić opóźnienie.
W noc katastrofy na morzu pojawił sie orkan. Na bliźniaczym promie „Heweliusza” – „Koperniku” – na przyrządzie do pomiaru siły wiatru skończyła się skala. Mimo to wszystkie promy wyszły tej nocy w morze z uwagi na bardzo duży ruch – następne ciężarówki już czekały na nabrzeżu na przeprawę do Szwecji. Wbrew zaleceniom, mimo silnego wiatru bocznego, załoga uruchomiła system kompensacji przechyłu przeznaczony do wyrównania obciążenia ładunkiem; przed wyjściem w morze powinien był zostać dezaktywowany, gdyż nie jest w stanie z wyprzedzeniem reagować na nagłe zmiany przechyłu statku. W wyniku chwilowego zmniejszenia naporu wiatru statek zmienił kurs, przez co wiatr – zamiast działać na zabalastowaną burtę – działał na przeciwległą i dwie dotychczas równoważące się siły zostały zsumowane. Między godziną 3 a 4 silny orkan uderzył w burtę statku i prom zaczął się przechylać. Po tym jak mocowania się pozrywały i ciężarówki zaczęły się przemieszczać po pokładach i rozsypywać ładunki, jednostka nie była już w stanie dłużej utrzymać się na powierzchni. O godzinie 5:12 prom przewrócił się. Przy akcji ratunkowej polska jednostka została wstrzymana na rzecz niemieckiej, która formalnie byla odpowiedzialna za pomoc w tym rejonie. Niestety akcja ratunkowa została przeprowadzona w nieprzystosowany do warunków sposób. Pierwsza próba akcji pomocniczej polegajaca na wyrzucaniu przez ratownikow liny z uprzężą, ze śmigłowca spowodowała wywrócenie jednej z tratw na której znajdowali sie ludzie. Tych samych ludzi, nie udał sie już uratować. Po przewróceniu się kadłub statku w pozycji do góry dnem dryfował przez kilka dni po Bałtyku (w kadłubie było powietrze utrzymujące go na powierzchni); służbom ratunkowym nie udało się dostać do środka promu.
Po 25 latach od katastrofy statku Jan Hewelisz przyczyny zatoniecia wciąż są tematem dyskusji i kontrowersji. 6 letnie dochodzeni Izby Morskich wykazało, że prom nie był zdatny do żeglugi w dniu wypłynięcia. Z katastrofy uratowano zaladwie 9 z 64 osób będących na pokładzie. 
Do katastrofy przyczynił się wcześniejszy remont górnego pokładu (podniesienie środka ciężkości statku) oraz awaria furty rufowej, przez którą do statku dostawała się woda. Przy tak wysokich burtach promu, w warunkach sztormowego wiatru, statek zachował się jak żaglowiec po niekontrolowanym zwrocie, a zalany – niewłaściwy w tym momencie – zbiornik balastowy przypieczętował wcześniejsze błędy.
Prom „Jan Heweliusz” jest pierwszym polskim promem pełnomorskim utraconym w katastrofie oraz jedyną w całej historii PMH utraconą jednostką morską, na której zginęli wszyscy pasażerowie.

## Bilans ofiar
W katastrofie zginęło 56 osób – 20 marynarzy i 36 pasażerów, w tym dwójka dzieci. Uratowano 9 marynarzy. Liczba nieodnalezionych ciał według różnych źródeł waha się od 6 do 10. Według najszerszej listy pośród załogi na liście zaginionych figuruje stewardesa Teresa Sienkiewicz oraz IV mechanik Paweł Sobociński, zaś pośród kierowców ciężarówek obywatele Polski (Władysław Półtorak, Małgorzata Gajowska), Szwecji (Conny Irskog, Bo Karlsson, Lars Borje Lenartsson) oraz Węgier (Lajos Balzas, Istvan Small, Michaly Warga). Większość spośród 36 pasażerów na pokładzie stanowili kierowcy ciężarówek z Polski, Szwecji, Węgier, Jugosławii, Austrii, Czech i Norwegii. Oprócz nich na pokładzie znajdowały się dwie pracownice Euroafriki, armatora promu, Agnieszka Goldman i Barbara Zaborska, które płynęły do Szwecji na służbowe rozmowy (Heweliusz należał do PLO, a eksploatowany był przez jej spółkę-córkę – Euroafrica). Prom przewoził 28 ciężarówek załadowanych m.in. papierem, meblami, magazynami pornograficznymi, krzewami, plazmą krwi, cebulą, pustymi butelkami szklanymi, naczyniami, stalą, aluminium, szkłem, paletami, konserwami, odzieżą i ziarnem słonecznikowym. Pojazdy należały między innymi do firm Pekaes Warszawa, Scanspol (Polska), Scansped (Szwecja), Danzas (Austria), Schenker (Austria), ASG Logistic (Norwegia), Marfina Transit AB (Szwecja), Combitrans (Polska) oraz węgierskiej firmy Hungarocamion z Budapesztu, która utraciła na promie 4 samochody ciężarowe – MAN 25.372 z ładunkiem 41 ton ziarna słonecznikowego, Mercedes załadowany 23 tonami żarówek oraz 2 Renault Magnum, które jechały z pustymi naczepami po ładunek do Szwecji. Dwa pojazdy Volvo firmy Scanspol wiozły butelki szklane, zaś 3 ciężarówki Pekaesu załadowane były krzewami, cebulą i plazmą krwi. Na promie znajdowało się też 10 wagonów kolejowych (3 z Rumunii, 2 z Węgier, 2 z dawnej Czechosłowacji (kilkanaście dni wcześniej nastąpił rozpad na Czechy i Słowację), 2 z Austrii i jeden ze Szwecji). Wiozły one meble, sprzęt kempingowy oraz blachę stalową w kręgach.

## Akcja ewakuacyjna
Mimo że większość osób znajdujących się na pokładzie przeżyła katastrofę, część z nich zginęła z zimna potęgowanego przez silny wiatr i wysokie fale zalewające wnętrza tratw (woda miała temperaturę 2 stopni Celsjusza); do tego większość pasażerów była tylko w piżamach. Członkowie załogi posiadali specjalne ocieplane skafandry - morskie ubranie ratunkowe, ale nie wszyscy zdołali je zabrać z kajut.
Dodatkowe ofiary zostały spowodowane przez błędy służb ratowniczych. Ratownicy z niemieckiego statku „Arcona” nie schodzili do rozbitków, ale jedynie spuścili im siatkę, po której mieli się wspiąć na pokład. Elektryk Andrzej Korzeniowski nie utrzymał się na zgrabiałych dłoniach, wpadł do wody i utonął. Z kolei spuszczona ze śmigłowca lina z pasem zaczepiła o jedną z tratw i wywróciła ją do góry dnem; zdążyli wyskoczyć z niej drugi oficer Mariusz Schwebs i kucharz Bogdan Zakrzewski. Steward Janusz Szydłowski, stewardesa Teresa Sienkiewicz i oficer pożarowy Janusz Subicki, ubrani w kombinezony uniemożliwiające zanurzenie się, nie zdołali wypłynąć spod tratwy i zginęli. Innym błędem było niewłaściwe obchodzenie się z pneumatycznymi tratwami ratunkowymi – otwierano je na pokładzie, zamiast spuścić na wodę i dopiero tam napełniać powietrzem.
29 stycznia 1993 morze wyrzuciło na plażę w pobliżu Ustki promową szalupę ratunkową nr 1. Wrak jednostki osiadł na głębokości 27 m, 10 m poniżej minimalnego poziomu lustra wody. Jest często odwiedzany przez nurków. Pod wpływem ciężaru pojazdów urwała się nadbudówka.

## Wcześniejsze wypadki na promie
Przed zatonięciem prom miał 28 wypadków – przechylał się na pełnym morzu, dwukrotnie przewracał się w porcie, zderzał z kutrami rybackimi oraz miał awarię silnika. We wrześniu 1986 r. wybuchł na nim również pożar. Prom płynął wówczas ze Świnoujścia do Ystad z 33 marynarzami, 6 pasażerami, 26 wagonami kolejowymi i 6 tirami. W czasie rejsu w agregacie naczepy-chłodni ciężarówki zaparkowanej na wyższym pokładzie samochodowym (prom miał dwa pokłady – wyższy samochodowy i niższy kolejowy) doszło do zwarcia i wybuchł pożar. Ciężarówka spłonęła, a ogień przeniósł się do nadbudówki. Armator, Polskie Linie Oceaniczne wykonał remont w stoczni w Hamburgu i zalał spalony pokład 60 tonami betonu. Stwierdzono potem, że nielegalna wylewka przeciążyła statek i powiększyła jego problemy ze statecznością, które miał już od pierwszego rejsu ze względu na wadliwie zbudowaną nadbudówkę oraz wadliwy system balastowy.

## Lista ofiar

### Załoga
- Andrzej Ułasiewicz (kapitan)
- Marek Behrendt (starszy oficer)
- Roger Janicki (starszy oficer)
- Tomasz Brudnicki (starszy mechanik)
- Leszek Pyciński (radiooficer)
- Janusz Subicki (oficer pożarowy)
- Andrzej Korzeniowski (I elektryk)
- Zenon Wawrzak (II mechanik)
- Paweł Sobociński (IV mechanik)

- Włodzimierz Szpilman (bosman)

- Mieczysław Ostrzyniewski (cieśla okrętowy)
- Tadeusz Łastowski (magazynier maszynowy)
- Bronisław Sychta (starszy marynarz)
- Stanisław Pacek (starszy marynarz)
- Józef Noga (starszy marynarz)
- Kazimierz Choszcz (kucharz)
- Ryszard Cikota (steward)
- Mirosław Kolberg (młodszy motorzysta)
- Teresa Sienkiewicz (stewardesa)
- Janusz Szydłowski (steward)

### Pasażerowie
- Ingvar Andersson
- Lajos Balzas
- Vaclaw Condil
- Karol Eichert
- Sylwia Eichert (córka Karola E.)
- Josef Furulyas
- Małgorzata Gajowska
- Agnieszka Goldman (z-ca dyr. Euroafrica)
- Czesław Gorlewski
- Witold Gręda
- Ingvar Kjell Hakansson
- Roy Halvorssen
- Conny Irskog
- Zdenek Jurik
- Bo Karlsson
- Marek Kośny
- Andrzej Kozłowski
- Ryszard Palka

- Witold Krawczyk
- Johan Lars-Borje Lenartsson
- Pär Martens
- Peter Olsson
- Henryk Owczarczyk
- Erwin Pappenscheller
- Władysław Półtorak
- Jochan Reischer
- Istvan Small
- Zdzisław Sosnowski
- Witold Staszkiewicz
- Milena Gajowska-Vasić
- Dymitr Vasić
- Ferenc Vegh
- Michaly Warga
- Peter Weissenbacher
- Barbara Zaborska

## Ocaleni
- Janusz Lewandowski (III oficer)
- Janusz Lamek (III mechanik)
- Mariusz Schwebs (II oficer)
- Grzegorz Sudwoj (II elektryk)
- Edward Kurpiel (ochmistrz)

- Edmund Brzeziński (motorzysta)
- Jerzy Petruk (motorzysta)
- Leszek Kochanowski (starszy marynarz)
- Bogdan Zakrzewski (kucharz)

Szwedzki kierowca Rolf Gorgs, który według niektórych relacji także ocalał, prawdopodobnie nie znajdował się w ogóle na pokładzie, a informacje o nim były kaczką dziennikarską. Nieznane są losy piątki studentów Uniwersytetu Warszawskiego, którzy mieli wykupiony bilet grupowy na nazwisko Wojciecha Makucha.

## Po katastrofie
Za udział w akcji ratowniczej promu prezydent Lech Wałęsa odznaczył grupę obywateli Niemiec Medalami za Ofiarność i Odwagę. Trzy lata później, z tego samego powodu, prezydent Aleksander Kwaśniewski odznaczył jeszcze dwóch obywateli duńskich.
W styczniu 1994 r. w sprawie katastrofy po raz pierwszy orzekała Izba Morska w Szczecinie, jednakże orzeczenie to zostało uchylone przez izbę odwoławczą. Sprawa była ponownie rozpatrywana 12 lutego 1996 przez Izbę Morską w Gdyni, która uznała, że prom wyszedł ze Świnoujścia w stanie niezdatnym do żeglugi, albowiem nie spełniał wymogów bezpieczeństwa dotyczących strugoszczelności furty rufowej, do czego przyczynił się armator – Euroafrica.
Jako przyczynę wypadku Odwoławcza Izba Morska uznała zły stan techniczny statku i błędy kapitana. Sprawa została skierowana do Europejskiego Trybunału Praw Człowieka w Strasburgu, który w marcu 2005 r. przyznał odszkodowania 4,6 tys. euro za straty moralne każdemu z jedenaściorga krewnych i członków rodzin ofiar katastrofy promu. Według Trybunału, Izby Morskie w Szczecinie i Gdyni nie rozpatrzyły sprawy zatonięcia promu w sposób bezstronny, m.in. pomijając materiał dowodowy oraz nie przesłuchując istotnych świadków, zaś ten sam sędzia prowadził postępowanie śledcze, a następnie orzekał jako przewodniczący składu. Zdaniem Trybunału pogwałcona została jedna z zasad Europejskiej Konwencji Praw Człowieka.
Sprawę badał dziennikarz Marek Błuś z Gdańska (kapitan ż.w., wykładowca Akademii Morskiej w Gdyni), ale jego publikacje opisujące nadużycia ze strony armatora spowodowały, że firma zaczęła wysuwać oskarżenia przeciwko niemu. Dziennikarz w 2000 r. musiał zaprzestać kontrowersyjnych publikacji. Według Błusia wiele wskazuje na to, że prom był wykorzystywany do przemytu broni z Rumunii i zaangażowanie funkcjonariuszy WSI w śledztwo w sprawie Heweliusza miało ten fakt ukryć. Podobną tezę Marek Błuś postawił w przypadku katastrofy promu Estonia w 1994 r. Zarówno w przypadku Heweliusza, jak i Estonii sądy międzynarodowe uchyliły wyroki sądów polskiego i estońskiego, nakazując powtórne przeprowadzenie postępowań.

## W literaturze i w filmie
- Szczegółowy opis katastrofy w trzecim tomie opracowania pt. „Ginące frachtowce” zawarł Ryszard Leszczyński
- Grzegorz Brudnik w książce pt. „Fracht” z 2018 r. odwzorował wypadek „Heweliusza” jako fikcyjną katastrofę promu kolejowo-samochodowego „Raginis”
- Henryk Mąka, Katastrofy polskich statków. Tragedia trawlerów „Czubatka” i „Cyranka”. Tajemnica zatonięcia „Nysy”. Agonia „Zewu Morza”. Zagłada promu „Jan Heweliusz”, Bellona 2014
- Adam Zadworny, Heweliusz. Tajemnica katastrofy na Bałtyku, Czarne 2024
- Heweliusz, serial Netflix, 2025 r.[14], reżyseria Jan Holoubek, scenariusz Kasper Bajon